# El Condor
El Condor è un film western diretto da John Guillermin.

## Trama
Un ex detenuto e un cercatore d'oro formano una strana alleanza con una tribù Apache per assaltare una fortezza messicana che presumibilmente nasconde una notevole quantità d'oro.